# Mauzoleum Gebharda von Blüchera w Krobielowicach
Mauzoleum Gebharda von Blüchera w Krobielowicach – grobowiec pruskiego feldmarszałka, Gebharda Leberechta von Blüchera, zlokalizowany na terenie jego dawnych dóbr, na północny zachód od wsi Krobielowice (powiat wrocławski).

## Historia
Obiekt zbudowano w latach 1846–1853 dla pruskiego feldmarszałka, Gebharda Leberechta von Blüchera, właściciela lokalnego pałacu, zmarłego w Krobielowicach 12 września 1819. Początkowo zabalsamowane ciało złożono w kościele w nieodległych Wojtkowicach, a w 1820 przeniesiono je do krypty, która obecnie znajduje się około 2,5 metra za mauzoleum, planując wzniesienie na terenie majątku okazałego grobowca ze ślężańskiego granitu (600 ton) w formie ściętej piramidy flankowanej sfinksami i zwieńczonej posągiem lwa. Zamysł ten został wstrzymany na około dwadzieścia lat z uwagi na trudności z transportowaniem surowca. Król Fryderyk Wilhelm IV, na dwudziestolecie śmierci feldmarszałka, postanowił wznowić prace budowlane, które ruszyły ostatecznie dopiero w 1846. Uroczystość pogrzebowa miała miejsce 28 sierpnia 1853 z udziałem króla Fryderyka Wilhelma IV. 
Grobowiec sprofanowano wczesną wiosna 1945, w trakcie działań wojennych. Żołnierze sowieccy, pod wpływem alkoholu, wyciągnęli z trumien zmumifikowane zwłoki marszałka, jego żony i córki, a potem ciągnęli je przywiązane do liny za motocyklem po okolicy. Rozrzucone na poboczach dróg szczątki zebrał proboszcz z pobliskiej Sosnówki i pochował je w nieoznaczonej trumnie w krypcie kościoła. Pojedyncze kości były zbierane do 1968, a wejście do krypty za mauzoleum ostatecznie zamurowano.

## Architektura
Obiekt ma kształt okrągłej wieży o wysokości jedenastu metrów na podstawie o narysie kwadratu o boku długości 5,5 metra. Na szczycie umieszczono medalion z marmurowym popiersiem Blüchera. W przyziemiu zlokalizowano kaplicę, a pod nią kryptę z miedzianą trumną. Wejście zamykały żeliwne drzwi i kuta krata od wewnątrz. Front mauzoleum zdobił dawniej napis: Księciu Blücherowi von Wahlastatt królowie Fryderyk Wilhelm III, Fryderyk Wilhelm IV i armia. Ukończono 1853. Od strony tylnej znajduje się część z pierwotną kryptą.

## Galeria

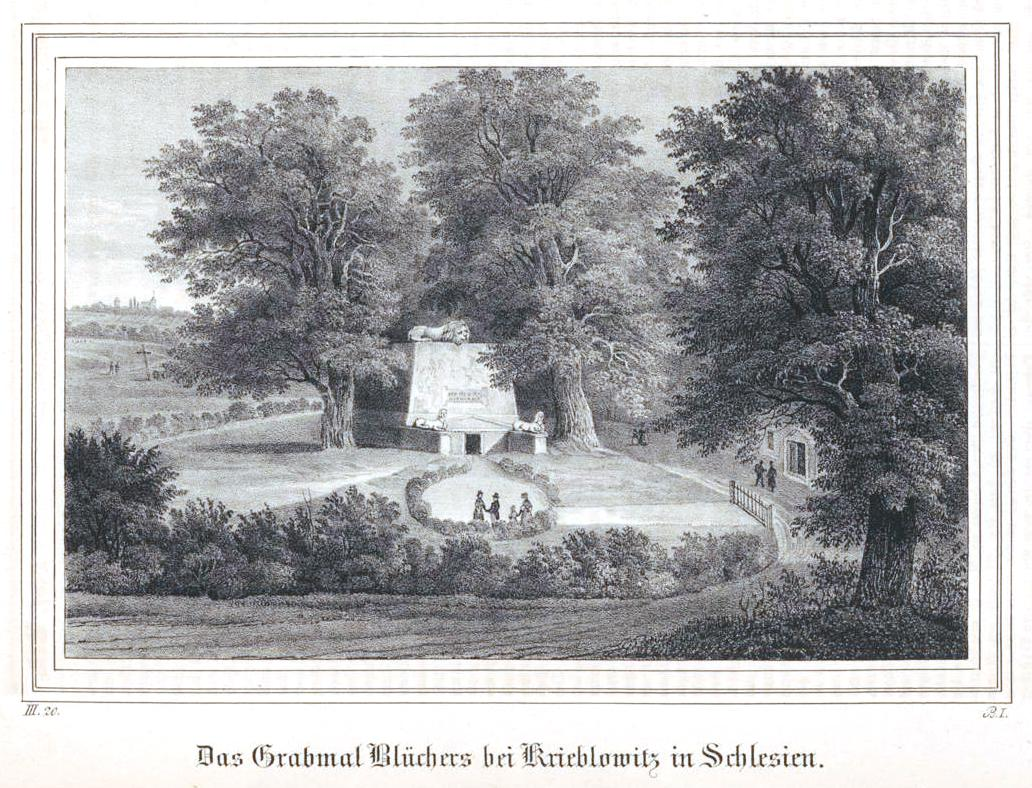
Pierwszy projekt (piramida)
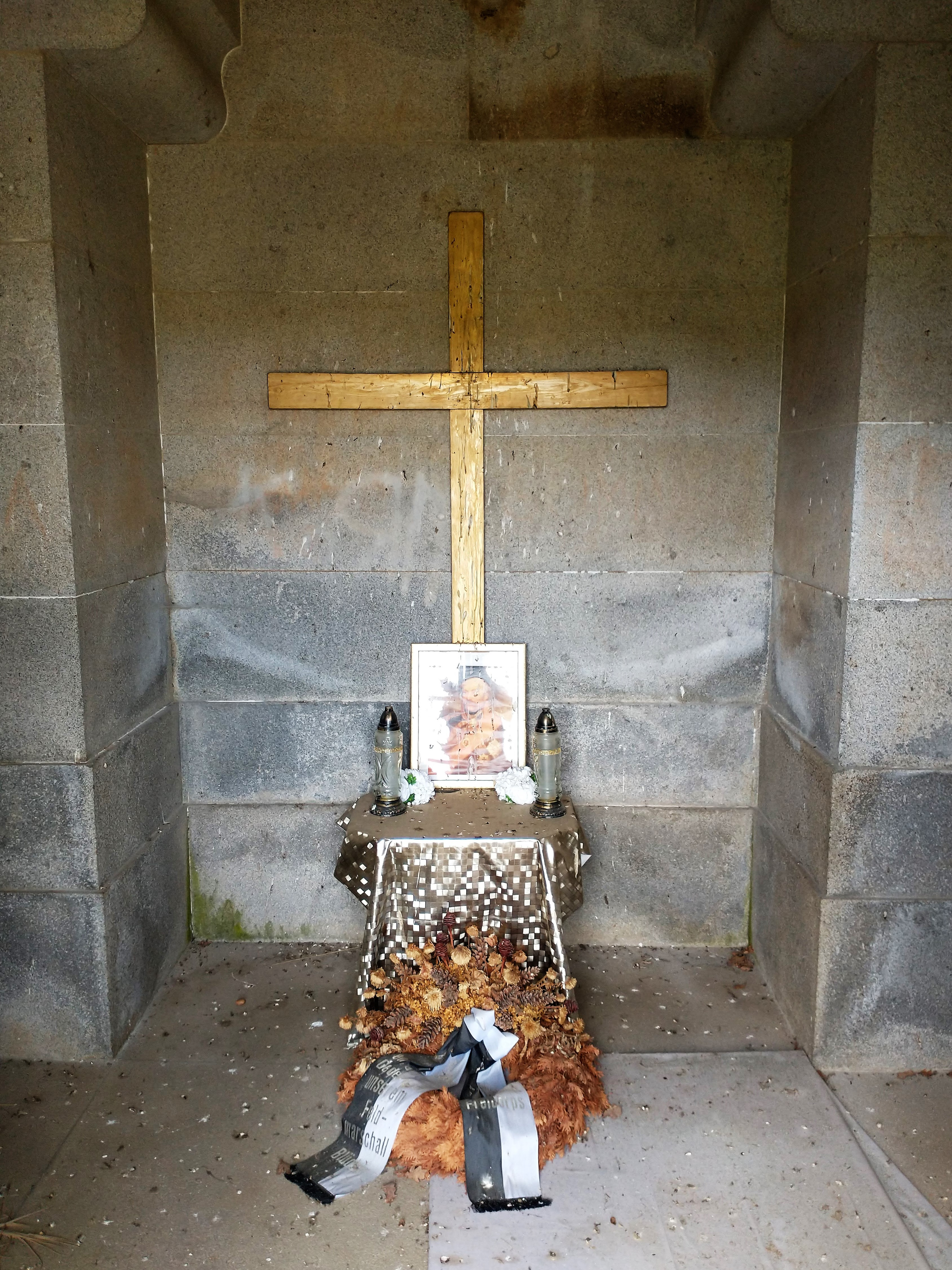
Wnętrze kaplicy
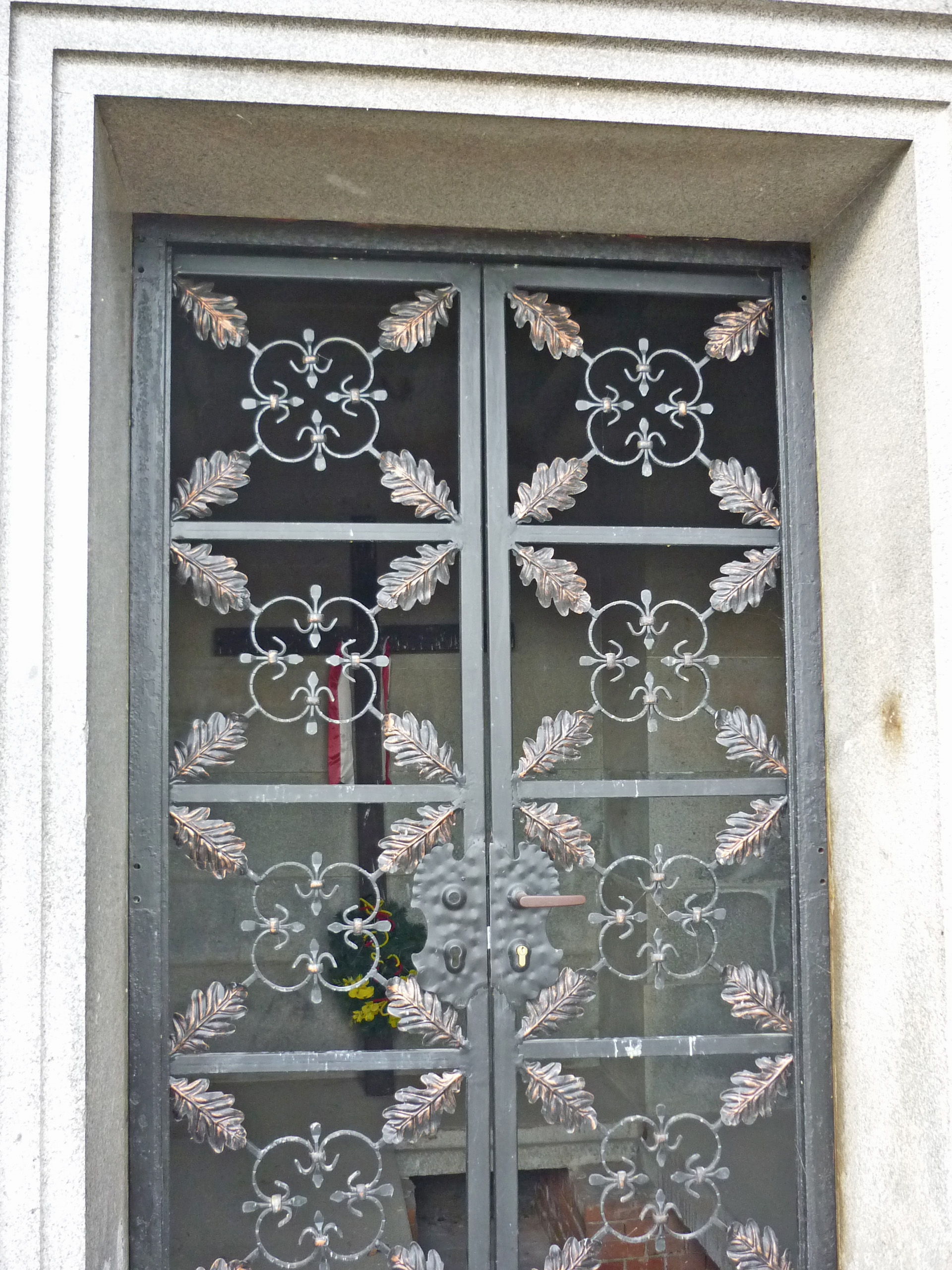
Krata
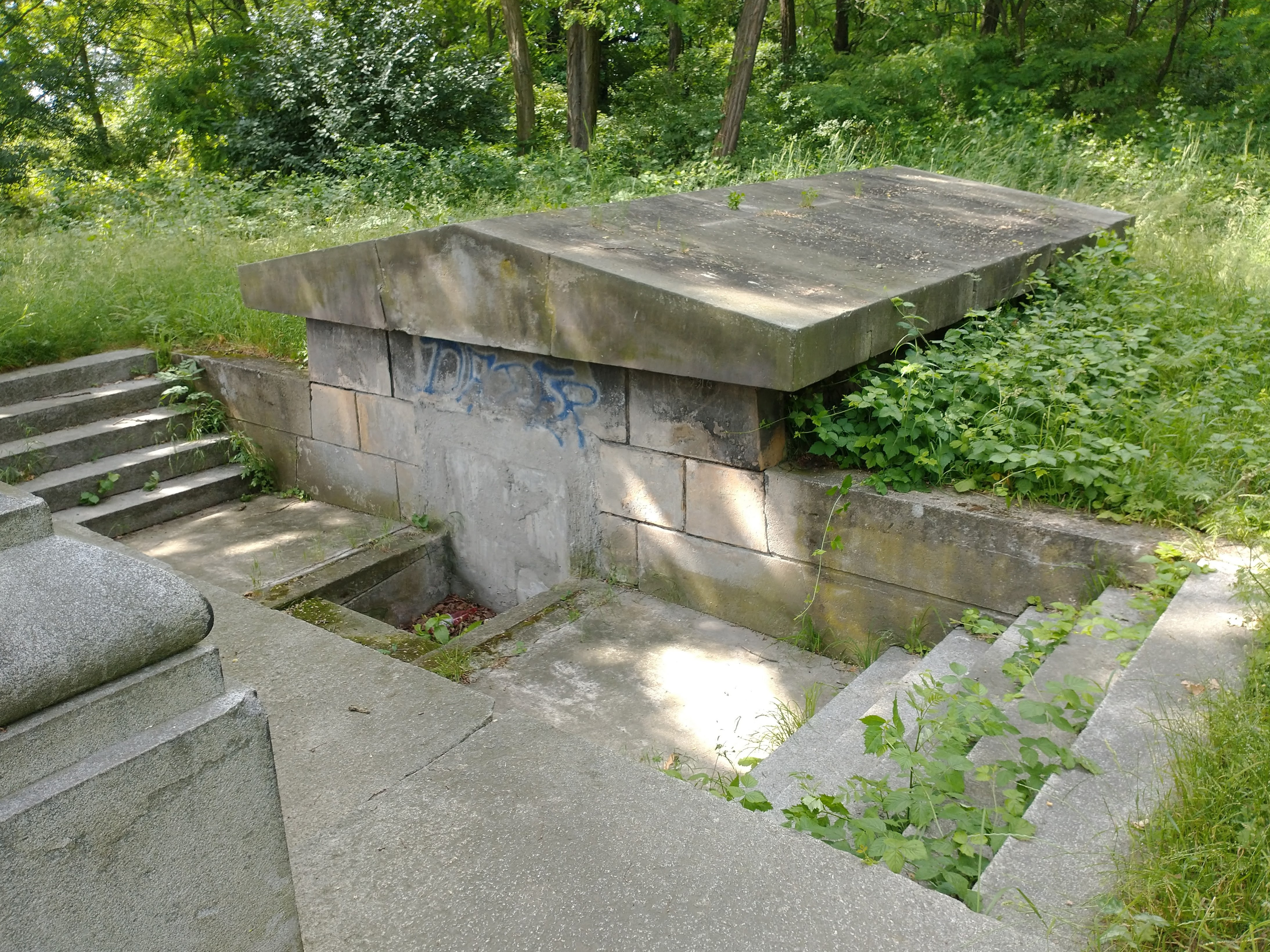
Pierwotna krypta na tyłach